# 南風 (越南雜誌)
《南风杂志》（越南语：／）是越南法属时期的一份越、汉、法三文综合月刊，创刊最早、出版时间最长、影响力最大。1917年7月在东京河内创刊，至1934年12月结束，共出版210期，加上1918年的农历元旦专号，总计211册，每册约有110—120页。该刊是按照法属印度支那总督（东洋全权大臣）沙露（Albert-Pierre Sarraut）的主张创办的，由殖民地政府（保护政府）政法厅官员马迪（Louis Marty）直接管理。法国博古学院译员范琼担任出版人和越文、汉文（早期汉文主笔为阮伯卓）主笔。这本杂志主旨是宣传殖民地政府的法令，传播法国和越南的文化。并直接促进了越南文国语字在越南的推广和汉喃文字的衰落。

## 历史
越南沦为法国殖民地以后，法属印度支那政府开始制定新的法令，并大力推行符合殖民利益的文化政策。为了斩断越南和中国的历史渊源，殖民政府大力推广拼音化的国语字，并废除了越南学校里的汉文教育，加入法文教育。印度支那总督沙露主张创办刊物推广国语字，并逐渐過渡到全面使用法文的状态。但是，由于老一辈的越南知识分子只懂得汉喃文，不能掌握国语字，故《南风》杂志开始时分为越文和汉文两部分，第60期开始加入法文部分。范琼为越文主笔，阮伯卓为中文主笔。
《南风》杂志还得到了阮朝朝廷的支持，阮伯卓和范琼都被授予翰林院衔。而且杂志经常報道皇帝和朝廷的信息。1919年5月，阮伯卓被任命为光禄寺卿，7月辞去汉文主笔一职，由范琼兼任。1932年10月，范琼也被任命为尚书充御前文房董理一职，并于11月至顺化履新，但仍然挂职出版人和越汉文主笔，日常编辑事务则交给阮有进处理。1934年12月，《南风》杂志停刊。

## 内容
《南风》杂志在其汉文发刊词中谈到，杂志“其内容分为：社说、文学、科学、哲学、文苑、杂俎、时谈、小说等名目”。社说即是社论，多反应殖民地政府立场；文学、科学、哲学多编译法国资料，兼有中日等国资料。文苑则是时人创作的汉诗和游记；时谈则为时评，多是对越南和法国时政的评论，也有对中日等国时政的议论。小说有时人创作，亦有从法文翻译的作品。此外还有越南古代作家作品的介绍和转载等。

## 影响
《南风》杂志是近代越南出现最早、出版时间最长、影响力最大的杂志。它培养了一批熟通越文国语字和法文的新一代越南知识分子，促进了越南国语字的普及和日臻成熟，殖民政府通过汉文传达和宣传殖民地政策的意义已经不再重要。《南风》杂志后期汉文版面日趋于无，越文版面日渐增加，可以说正是这一影响的缩影。

## 流传
由於越南氣候潮濕且歷經多年戰亂，因此歷史文獻史料的保存相當不易。所幸完整的《南風雜誌》已經由位於美國加州的私人非營利組織「越南學研究所」（Viện Việt Học）經過6年的收集整理與數位化，終於在2009年正式出版。該份出版品包含6片DVD，內容全部以PDF格式展現。第一片內容為介紹該數位化計畫的執行過程，另外附上三份相關作品的數位化檔案，分別為阮克川（Nguyễn Khắc Xuyên）於1968年出版的《南風雜誌目錄分析》、范氏玩（Phạm Thị Ngoạn）于1993年出版的《認識南風雜誌1917-1934》和南風雜誌1918年的特刊《南風舊曆年春節》（Tết Nam Phong）。第二片到第六片DVD則分別收錄各卷、期的內容。目前國立成功大學越南研究中心有完整收藏南風雜誌DVD一套。

## 外部鏈接

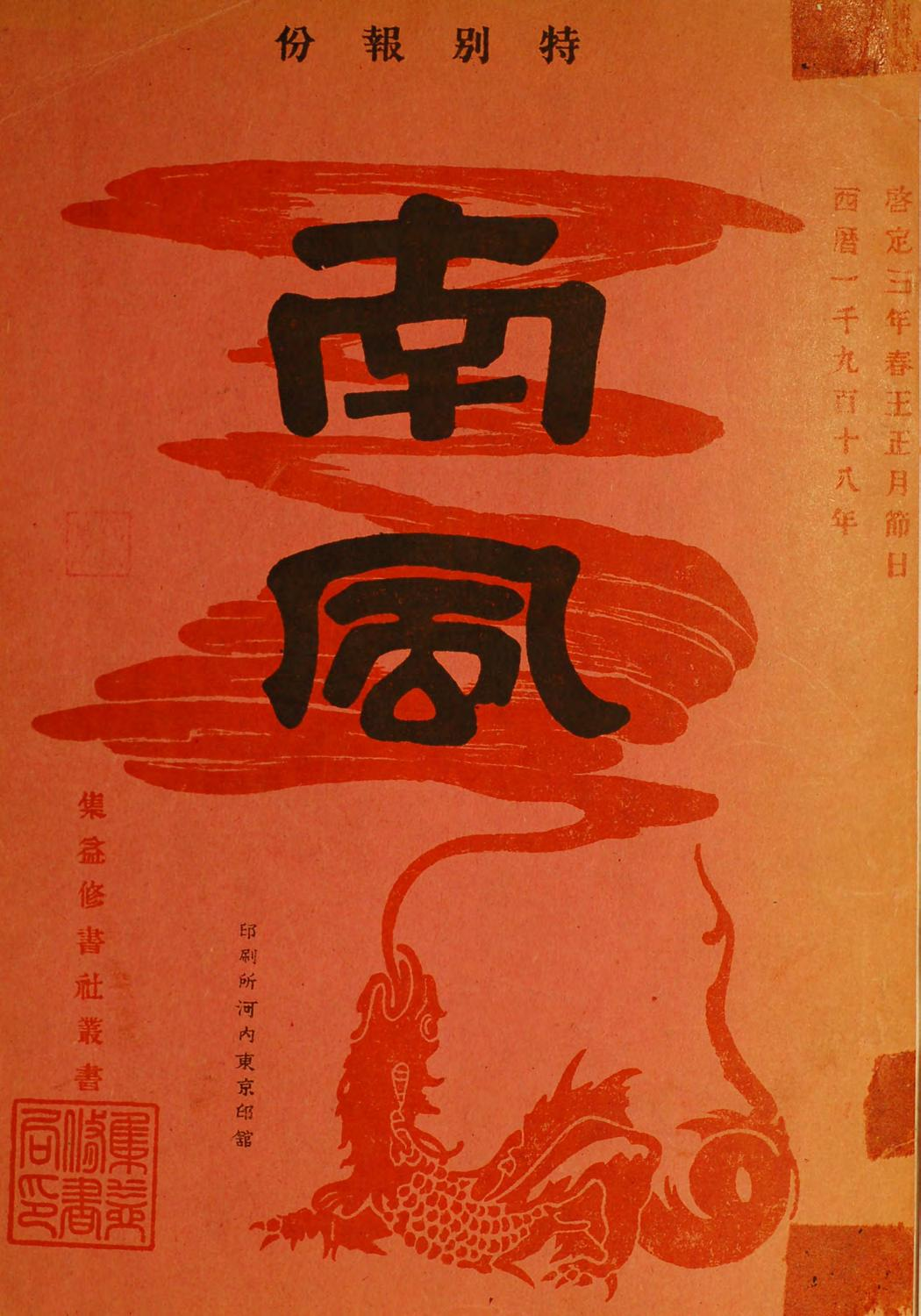
《南風雜誌》1918年新春專號封面

- Nam Phong Tạp Chí